# U.S. Route 190
La U.S. Route 190 (US 190) est une US Route auxiliaire de la US 90 se trouvant au Texas et en Louisiane. Certains segments de la US 190 seront transformés en autoroute, l'I-14; les premiers 24,80 miles (39,90 km) ayant ouvert en 2017.

## Description du tracé

### Texas
La US 190 débute à la jonction avec l'I-10 à l'ouest d'Iraan, dans l'ouest du Texas. Elle se dirige vers l'est et passe par Iraan, Eldorado, Menard, Brady, San Saba et Lometa, où elle rejoint la US 183 en multiplex vers le sud-est jusqu'à Lampasas. La route poursuit ensuite vers l'est et atteint Copperas Cove. À cet endroit, l'I-14 débute et la US 190 forme un multiplex avec celle-ci, essentiellement sur son tracé original. La route traverse Fort Cavazos et atteint Killeen, Nolanville et Belton. À Belton, la route atteint l'I-35 et l'I-14 prend fin. La US 190 rejoint l'I-35 jusqu'à Temple. À partir de Temple, la US 190 se dirige vers le sud-est jusqu'à Milano, remonte vers le nord-est jusqu'à Hearne et reprend la direction sud-est jusqu'à Bryan. Elle reprend ensuite un alignement vers le nord-est jusqu'à Madisonville, où elle débute un multiplex vers le sud-est avec l'I-45 jusqu'à Huntsville. À partir de là, la route prend la direction est et passe par Livingston, Woodville, Jasper et Newton. Après avoir passé dans cette ville, la US 190 atteint le fleuve Sabine et la frontière de la Louisiane.

### Louisiane
La US 190 entre en Louisiane à l'ouest de Merryville. Elle traverse la ville et atteint DeRidder. Elle y rencontre la US 171 et les routes forment un multiplex vers le sud jusqu'à Ragley, où la US 190 reprend un alignement vers l'est. La route passe ensuite par Kinder, Eunice, Opelousas, Krotz Springs et Baton Rouge. À partir de Baton Rouge, la US 190 est parallèle à l'I-12 jusqu'à Slidell. Elle passe par Livingston, Hammond, Covington, Mandeville et Slidell. Au sud-est de la ville, elle rencontre la US 90 et prend fin.

## Intersections majeures
Texas
 I-10 près d'Iraan
 US 277 à Eldorado. Les routes forment un multiplex dans la ville.
 US 83 à Menard. Les routes forment un multiplex dans la ville.
 US 87 / US 377 à Brady. Les routes forment un multiplex dans la ville.
 US 183 à Lometa. Les routes forment un multiplex jusqu'à Lampasas.
 US 281 à Lampasas. Les routes forment un multiplex dans la ville.
 I-14 à Copperas Cove. Les routes forment un multiplex jusqu'à Belton.
 I-35 à Belton. Les routes forment un multiplex jusqu'à Temple.
 US 77 à Cameron. Les routes forment un multiplex jusqu'au sud de Cameron.
 US 79 à Milano. Les routes forment un multiplex jusqu'au sud de Hearne.
 I-45 à Madisonville. Les routes forment un multiplex jusqu'à Huntsville.
 Future I-69 / US 59 à Livingston
 US 69 / US 287 à Woodville
 US 96 à Jasper
Louisiane
 US 171 à DeRidder. Les routes forment un multiplex jusqu'à Ragley.
 US 165 à Kinder
 I-49 / US 167 à Opelousas
 US 71 près de Krotz Springs
 US 61 à Baton Rouge. Les routes forment un multiplex dans la ville.
 I-110 à Baton Rouge
 I-55 à Hammond
 US 51 à Hammond
 I-12 à Covington
 US 11 à Slidell
 I-10 à Slidell
 US 90 près de Slidell